# Iglesia de San Antonio de Motael
La iglesia de San Antonio de Motael es la más antigua iglesia católica en el país asiático de Timor Oriental. Fue reconstruida en 1955 en estilo portugués antiguo.
La iglesia jugó un papel importante en la lucha por la independencia de Timor Oriental. El 28 de octubre de 1991, las tropas indonesias encontraron un grupo de miembros de la resistencia en la iglesia de Motael. Un enfrentamiento entre activistas a favor de la integración y los que estaban en la iglesia resultó en que dos personas perdieron la vida.

## Véase también

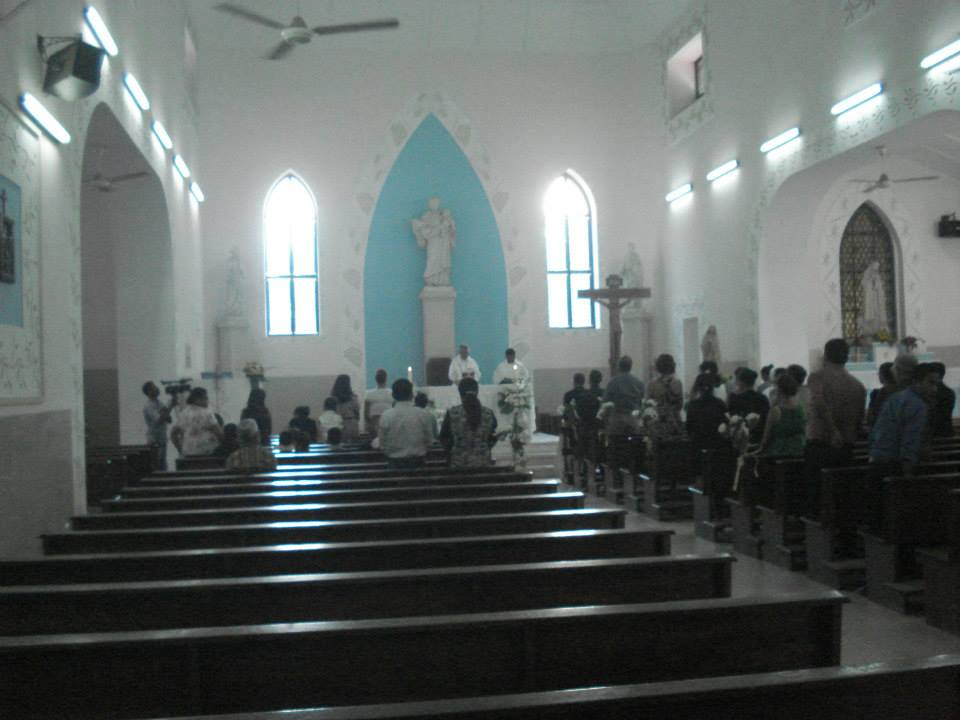
Vista interna